# Leonard Lehrman
Leonard Lehrman (* 20. August 1949 in Kansas) ist ein US-amerikanischer Komponist, Organist und Musikwissenschaftler.

## Leben und Wirken
Lehrman wuchs in Roslyn/New York auf, wo er die Highschool besuchte und wo sein erstes satirisches Musical The Comic Tragedy of San Po Jo aufgeführt wurde. 1960 wurde er privater Kompositionsschüler von Elie Siegmeister. Er studierte Musik und Komposition an der Harvard University und der Cornell University sowie Bibliotheks- und Informationswissenschaft an der Long Island University, wo er das Long Island Composers Archive gründete. Außerdem nahm er privaten Unterricht u. a. bei Lenore Anhalt, Olga Heifetz, Nadia Boulanger, Erik Werba, Kyriena Siloti, David Del Tredici, Earl Kim, Leon Kirchner, Lukas Foss, Karel Husa, Robert Moffat Palmer, Thomas Sokol, Tibor Kozma, Wolfgang Vacano, Donald Erb und John Eaton.
Seit Mitte der 1980er Jahre war Lehrman Organist an verschiedenen Synagogen und Kirchen des Bundesstaates New York. Er wirkte als Chordirigent an der Metropolitan Opera und gründete 1988 den Metropolitan Philharmonic Chorus. Mit der Sängerin Helene Williams, mit der er seit 2002 verheiratet ist, gab er seit 1987 mehr als fünfhundert Konzerte.
Lehrman gilt als Experte des Werkes Marc Blitzsteins. Er veröffentlichte das dreibändige The Marc Blitzstein Songbook (1999, 2001 und 2003) und vollendete zwischen 2001 und 2003 dessen Hauptwerk, die Oper Sacco and Vanzetti. 2010 erschien sein Buch Elie Siegmeister, American Composer: A Bio-Bibliography (mit Kenneth O. Boulton).
Selbst komponierte Lehrman etwa zweihundert Werke, darunter Opern, Musicals und Schauspielmusiken, Kirchenmusik, Instrumental und Chorwerke. Außerdem betätigt er sich als Musikkritiker, Textautor und -übersetzer
(u. a. Lieder von Brahms).

## Werke
- The Comic Tragedy of San Po Jo, Musical, 1962
- Prayer for Peace (Bar Mitzvah Cantata) für Chor und Orgel, 1962
- 2A&B. Mazurka & Waltz for Piano, 1963–64
- Two Short Piano Pieces, 1963–64
- Sonata for Flute and Piano, 1964–65
- Two Short Trios for Flute, Oboe & Clarinet, 1964–65
- Song Cycle(tte): Three Girls' Love Songs für Sopran, Alt oder Bariton und Klavier, 1967
- Chorale for 2 Pianos, 1966
- When Smoke Stood Up From Ludlow für Mädchenchor oder Quartett, Flöte und Klavier, 1966
- Sonatina in C für Oboe solo, 1966
- Variations for Piano on "Cold Blows the Wind", 1966
- Song für Sopran, Violine und Klavier, 1966–67
- Sonnetina #1 für (Mezzo)sopran und Klavier, 1966–67
- Study für Klarinette oder Viola und Klavier, 1967
- Sonnetina #2 für Bass und Klavier, 1967–68
- String Trio in G, in memory of Martin Luther King, 1967–68
- Sonata in E-flat für Klavier und Tonband, 1968
- Duet für zwei Instrumente, 1967
- Chorale Prelude on "Kol Nidre" für Streichquartett, Klavier oder Orgel, 1968
- Designs, für 6, 5, 4, 3, 2 oder 1 Instrument(e), 1969
- Three Studies für Klavier, 1969
- The Bird of Paradise, sinfonische Dichtung für Orchester, Sopran, Perkussion und Tonband, 1970
- Monsieur Croche a la Boulangerie, Motette für Alt, Tenor und Bass, 1969
- Beowulf or The Great Dane, Operette, 1969–70
- Song of the Flies, 1970
- My University für Bassbariton und Klavier, 1970
- Marat's Liturgy, Schauspielmusik, 1970
- Piano Trio, 1969–70
- The Bourgeois Poet, 8 Lieder für Stimme und Klavier, 1970
- The Circus Sideshow, 1970
- Toller Music, Song, Ouvertüre und Schauspielmusik zu Ernst Tollers Masse Mensch, 1970
- Overture, incidental music and orchestrations zu Bertolt Brechts & Hanns Eislers Tage der Kommune, 1970
- Overture, incidental music and orchestrations zu Bertolt Brechts & Hanns Eislers Die Rundköpfe und die Spitzköpfe, 1971–73
- Three Fantasies for Four Hands of Two Good Friends or String Quartet, 1971
- Two More Shelley Settings für (Mezzo)sopran oder Tenor und Klavier, 1971, 1979
- Sonata or Concerto für Violine und Klavier oder Orchester, 1970–71
- Schweik Music Schauspielmusik zur Theaterproduktion von Jaroslav Hašeks Der brave Soldat Schwejk, 1972
- Simple Songs für Stimme und Cembalo oder Klavier, 1973
- Two Songs of a Madman nach hebräischen Melodien für Frauenstimme und Klavier oder Bläser, 1973
- Idiots First, Oper nach Bernard Malamud, Libretto (und teilweise Musik) von Marc Blitzstein, 1973
- Karla, Oper nach Bernard Malamuds Notes from a Lady at a Dinner Party, 1974
- Prelude: Bloody Kansas für Orchester, 1975
- Sima, Oper nach The Krasovitsky Couple von David Jakowlewitsch Aizman, 1976
- A Songlet on an English Love Note für Sopran und Klavier, 1977
- Songs of Birds, 1977
- Benediction (von Alexander Blok) für Kontraalt solo, 1977
- Little Alice from Amherst, Ohio (von Polly Joan) für Frauenstimme und Klavier, 1978
- Sonnetina #5 für Stimme und Klavier, 1978
- A Red, Red Rose (von Robert Burns) für Solostimme, 1978
- Answer to a Child's Question (von Samuel Coleridge) für Koloratursopran und Bläserquintett oder Klavier, 1978
- Two Songs on Texts by Leigh Hunt, 1978
- There Is a Lady Sweet and Kind für Stimme und Klarinette, Oboe oder Englischhorn, 1978
- Wedding Variations on Op. 1 Wedding Theme and Wedding March, 1978
- Hannah, Oper nach talmudischen Legenden, Libretto von Orel Odinov Protopopescu, Xenia Odinov Protopopescu gewidmet, 1978–80
- Two Synagogue Pieces, 1979
- Growing Up Woman, Musical von Barbara Tumarkin Dunham, 1978–81
- The Cautious Struggle für Sopran und Klavier, 1980
- Spiele (Text von Peter Maiwald) für Sopran oder Tenor und Klavier, Klarinette, Marimba oder Gitarre, 1980
- Deutschland (Text von Bertolt Brecht) für Bariton oder Bass und Klavier, 1980
- Sonatina für Tuba solo, 1980
- Songs for Revue: I Love New York, 1981
- Gesanglos war ich (Text von Heinrich Heine), Duett für Sopran und Bass, 1982
- Kommt - wir aendern die Welt, Musical von Guenter Heinz Loscher, 1981
- In der Fremd (Text von Leyb Naydus) für Stimme und Klavier, 1981
- A Secular Kaddish für Stimme solo oder mit Viola, Klarinette oder Marimba, 1982
- Reineke Fuchs, Schauspielmusijk die Goethes Fabel, 1981–82
- Sonnetina #6 (Text von E. E. Cummings) für Stimme und Gitarre oder Klavier, 1982
- Sonnetina #7 (Text von Christina Rossetti) für Sopran solo, 1982
- Ode to the City of Cologne (von Samuel Coleridge) für Stimme und Klavier, 1982
- Overture & incidental music for "The End of the Beginning" (von Sean O’Casey), 1982
- A March for Ben & Mary Beth (Text von Mary Beth Armes) für Stimme und Gitarre, 1983
- The Night Is Darkening Round Me (Text von Emily Brontë) für Männerchor und Klavier, 1983
- The Family Man, Monodram nach einer Erzählung von Michail Scholochow, 1983
- Ein Wanderer durch Deutschland nach Heines Wintermaerchen. Liederzyklus, 1984
- Licht im Dunkel Liederzyklus nach Andy Orieli für Tenor oder Sopran und Klavier oder Orchester, 1984
- Two Tragicomical Songs, 1984
- Nachtmusikanten (Text von Abraham a Santa Clara) für Männerchor a cappella, 1984
- Erotic Song für Stimme und Klavier oder Orgel, 1984
- Liebeslied (Text von Mascha Kaléko) für Stimme und Klavier, 1984–85
- E.G.: A Musical Portrait of Emma Goldman, 1984–87
- Jüdische Stimmen in Deutschland, Kantate, 1985
- Me & Russia (Text von Welimir Chlebnikow) für Stimme und Klavier, 1985
- The Anchor of My Heart für Stimme und Klavier, 1985
- Faulty Communication für Bass und Klavier, 1985
- If I Could für Bass und Klavier, 1985
- Man Who Man Would Be für Bass und Klavier, 1985
- Three Minute Songs (Three Limerick Settings), 1986
- Two Songs (Texte von Heine und Alexander Puschkin), 1986
- The SDI Waltz, 1986
- Two Family Songs, 1985, 1986
- The Passionate Shepherd to His Love (nach Christopher Marlowe) für Solostimme und Klavier, 1986
- Every Boy Should Have a Jewish Mother (nach Joshua Vogel), 1986
- Instead of Mellowness für Solosopran und gemischten Chor, 1987
- A Letter to Louise (Text von John Reed), 1987
- Conscience (Text von Lewis Allan) für Stimme und Klavier, 1987
- We Are Innocent, Kantata nach Briefen von Julius & Ethel Rosenberg, 1987–88
- Superspy ! The Secret Musical von Joel Shatzky, 1988
- Wedding Processional for Betty Lehrman & David Schwartz für Klavier, 1988
- The Birthday of The Bank, Oper nach Anton Tschechow, 1988
- Wedding Song for Carol Skinner & Charles Pearman für Sopran, Kontraalt und Horn, 1988
- The Universal Declaration of Human Rights für gemischten Chor, Klavier oder Bläser und Perkussion, 1988
- Sisters, drei Monologe nach biblischen Geschichten (Lot's Wife, Miriam and Zelophehad's Daughters) für Frauenstimme und Klavier oder neun Instrumente, 1988
- A Requiem for Hiroshima (Text von Lee Baxandall), 1988–89
- New World: An Opera About What Columbus Did to the "Indians", 1991
- Ma Adam (What Is Man?) für Tenor, 1989
- Crimes (Text von Edith Segal) für Stimme und Klavier, 1989
- I'd Like To Go Away Alone (Text von Alena Synkova) für Stimme und Klavier oder Orgel, 1991
- Kalinin Bridge (Text von Joel Shatzky, in memory Ilya Krichevsky), 1992
- An Edith Segal Love Song Cycle, 1992
- Winter Suite for Treble Voices, Recorders & Orff Instruments, 1992
- Three School Songs, 1992
- Be Gentle (Text von Rev. Richard S. Gilbert) für Stimme oder gemischten Chor und Klavier oder Orgel, 1993
- The Definition of Love (Text von Andrew Marvell) für Stimme und Klavier 1993
- Love Song Cycle on Seven Poems by Elizabeth Gurley Flynn, 1993
- Invention für Klavier oder Cembalo, 1993
- Wedding March for Steve Belfer and Karen Unger, 1994
- The Journey of Life (Text von William Cullen Bryant), 1994
- The Rabbi & the Rich Man (a.k.a. The Parable of the Mirror) nach einer chassidischen Legende, 1995
- The Longest Stairs, 1995
- Canonic Duet for Adam and Eve, 1996
- Battle Cry of the Administration of the Music Library Association für gemischten Chor, 1995
- Three Completions of Songs Begun by Marc Blitzstein, 1995
- Two Jewish Folk Pieces, 1995
- Symphony #1: A Harvard Sinfonietta in 4 movements in memory of Harry Levin, 1996
- Sonnetina #9: Bill Kunstler on Corliss Lamont  für Stimme und Klavier, 1995
- The Double Image (Text von George Cornwell), 1995
- Suppose A Wedding, Oper nach Bernard Malamud, 1996
- A Harvard Hero For Our Time für Stimme und Klavier, 1996
- The Vision of Chief Seathl für Stimme und Klavier, 1996
- Echo (Text von Christina Rossetti) für zwei Solostimmen, 1996
- Friday Evening Service für Kantor, gemischten Chor und Orgel oder Klavier, 1996
- Shalom Rav für Doppelchor, 1996
- Three Norman Rosten Songs für Stimme und Klavier, 1996
- For oyStEr BAy-EAst norwiCH puBliC liBrAry, 1997
- Suite for Cello & Piano, 1997
- The Progressive nach einem Gedicht von Julia Cooney zu Ehren von Theodore Roosevelt, 1998
- The Stairway - a round for Pete Seeger, 1998
- may I feel (Text von E. E. Cummings) für Männer- und Frauenstimme und Klavier, 1998
- Emily Dickinson Song Cyclette für Stimme und Klavier, 1998
- Faith (Text von James Baldwin) für Solostimme oder Chor und Klavier, 1998
- I Am in the Middle Of the World (Text von Grace Herman) für Sopran und Klavier, 1998
- Alphabetical Song für Stimme und Klavier, 1999
- That Voice (Text von George Eliot), 1999
- The Golem [Sonnetina #10] (Text von Alex Skovron) für Stimme und Klavier, 2000
- Six Duettinos for 2 Violins, 2000
- My Thoughts Will Not Rest (Meine Gedanken Wollen Nicht Ruhen) (Text von Karlheinz Schulze-Michels) für Solostimme, 2000
- What Can I Give? (Text von Christina Rossetti), zweiteiliger Kanon mit Begleitung, 2000
- The Booby Trap or Off Our Chests, Musical von Sydney Ross Singer, 2000
- Naked Verses fünf Lideder für Stimme und Klavier, 2001
- Sacco and Vanzetti, Oper (von Marc Blitzstein unvollendet hinterlassen), 2001
- An Australian Odyssey, Liederzyklus für Sopran und Klavier nach Texten australischer Dichter, 2001
- Life Is A Gift für Chor, 2001
- A Cereal Christmas Carol für Stimme(n) und Begleitung, 2001
- A Dream Deferred (Text von Langston Hughes) für Stimme und Klavier, 2002
- Seven Wedding Blessings für Tenor und Orgel, 2002
- Jewish Haiku für Bariton, Sopran und Klavier oder Orchester, 2002
- Two Abel Meeropol Rounds, 2003
- Eve (Text von Abel Meeropol), Duett für Sopran und Tenor, 2003
- Sonnet to Anne [Sonnetina #14] (Text von Abel Meeropol) für Sopran und Klavier, 2003
- The Wooing, Opero, Libretto von Lewis Allan nach Tschechow, 2003
- I Went Looking for My Soul (Text von Charles Bernstein), 2003
- Fanfare, Summer 2003 für zwei Trompeten und zwei Posaunen, 2003
- the girl with sea in her hair (Text von George Wallace), 2003
- Yellow Cabs (Text von Rosalie Calabrese), 2003
- America: A Prophecy (Text von William Blake) für Stimme und Klavier, 2003
- A Coat (Text von William Butler Yeats) für Stimme und Klavier, 2003
- Where Is the Song of the Artist on Long Island? (Text von George Wallace) für gemischten Chor und Klavier, 2003
- Not in a Silver Casket (Text von Edna St. Vincent Millay) für Sopran und Klavier, 2004
- Hill in Oyster Bay (Text von Fay Slavin) für Sopran und Klavier, 2004
- Brando Credo (nach einem Text von Marlon Brando) für Stimme und Klavier, 2004
- Second Inaugural für gemischten Chor und Keyboard, 2005
- Hold Fast to Dreams (Text von Langston Hughes) für gemischten Chor und Klavier oder Orgel, 2005
- Threescore Years Ago für Stimme(n) und Begleitung, 2005
- Pentatonic Prelude - for Jasmine für Klavier, 2005
- The Pentatonic Pentateuch – for Kaitlin & Geoffrey Kirsner, Klavierduett, 2005
- For Keysha für Klavier, 2005
- #1 Scaling the Heights, Klavierduett, 2006
- #2 Climbing Down, Klavierduett, 2006
- #3 Up Again, Klavierduett, 2006
- Midnight Muse (Text von Estela Eaton) für Sopran und Klavier, 2006
- The Piper (Text von Karen Euler) für gemischten Chor, Keyboard und Flöte, 2006
- When Moshiach Comes (Text von Lawrence Bush) für Stimme und Klavier, 2006
- Hillel Tripartite Mantra, 2006
- What Is God?: An End to War - Ode from Euripides' Helen, 2006
- Sonnetina #15 (Text von William Shakespeare) für Chor, 2007
- Cascadilla Falls (Text von A. R. Ammons) für Sopran und Klavier, 2007
- Why I Choose Nude Recreation (Text von Michael J. Cooney), 2007
- Conspirator Reality (Text von Kim Rich), Teil einer geplanten Oper, 2007
- Shadow Love (Text von Heinrich Heine: Schattenliebe) für Tenor und Klavier, 2007
- Long Island Songs of Seasoned Women, 2007
- jorDAn wittEr - piano solo for Jordan Witter, 2008
- Syracuse Variations für Klavier, 2008
- Listen (Text von Walt Whitman) für Sopran und Klavier, 2008
- ES & LJL für Klavier, 2009
- Words and Music (Text von William Austin) für Stimme und Klavier, 2009
- Jasmine Choi - piano solo - for Jasmine Choi, 2009
- Prayer of St. Francis für Chor, 2009
- If (Text von Rudyard Kipling) für Solostimme oder Chor und Klavier, 2009
- Meditation for 2 Pianists, 2009
- For roBErt voiSEy für Klavier, 2009

## Quelle
- Artists-in-Residence: Leonard J. Lehrman

| Personendaten    | Personendaten                                                  |
| ---------------- | -------------------------------------------------------------- |
| NAME             | Lehrman, Leonard                                               |
| KURZBESCHREIBUNG | US-amerikanischer Komponist, Organist und Musikwissenschaftler |
| GEBURTSDATUM     | 20. August 1949                                                |
| GEBURTSORT       | Kansas                                                         |